# Vilhuvatka, Kobeleakî
Vilhuvatka (în ucraineană Вільхуватка) este localitatea de reședință a comunei Vilhuvatka din raionul Kobeleakî, regiunea Poltava, Ucraina.

## Demografie
Componența lingvistică a localității Vilhuvatka
     Ucraineană (95,98%)
     Rusă (3,08%)
     Alte limbi (0,26%)
Conform recensământului din 2001, majoritatea populației localității Vilhuvatka era vorbitoare de ucraineană (95,98%), existând în minoritate și vorbitori de rusă (3,08%).